# 自治省大臣官房
自治省大臣官房是日本自治省的內部部局，其職能在2001年的中央省廳再編中大部分由總務省大臣官房繼承。

## 概要
自治省大臣官房主要輔助自治大臣、政務次官和事務次官的事務，並負責調整內部部局中的各種行政机关。

## 組織
- 總務課
- 文書課
- 廣報課
- 資訊政策室
- 會計課
- 企劃室
- 地域政策室
- 國際室